# 布政房
29°59′15.0″N 121°26′57.3″E / 29.987500°N 121.449250°E
布政房是浙江省宁波市境内的一处古建筑，位于江北区慈城镇境内，为全国重点文物保护单位慈城古建筑群的组成部分。建筑为明万历年间湖广布政使冯叔吉故居，以主人官职得名。据称建成时规模为慈城同时代建筑之最。
建筑为典型明代建筑格局，目前尚存三厅共九间二弄，总面积1390平方米。建筑东西两厅基本一致，中厅三间，另有两弄与东西厅过渡。建筑主体保存基本完好。